# Бутенківська сільська громада
Бутенківська сільська об'єднана територіальна громада — колишня об'єднана територіальна громада в Україні, в Кобеляцькому районі Полтавської області. Адміністративний центр — село Бутенки.

## Загальна інформація
Площа громади — 143,86 км², населення — 3717 мешканців (2018).

## Населені пункти
До складу громади входили 11 сіл: Бережнівка, Богданівка, Бутенки, Вишневе, Вітрова Балка, Дрижина Гребля, Зелене, Колодяжне, Славнівка, Чумаки та Шапки.

## Історія
Утворена 13 лютого 2017 року шляхом об'єднання Бутенківської та Дрижиногреблянської сільських рад Кобеляцького району.
12 червня 2020 року, відповідно до розпорядження Кабінету Міністрів України № 721-р «Про визначення адміністративних центрів та затвердження територій територіальних громад Полтавської області», була ліквідована шляхом приєднання до Білицької селищної громади.